# Boom (Belgio)
Boom è un comune belga di 17 166 abitanti nelle Fiandre (provincia di Anversa). Si estende per un'area di 7,39 km² e ha una densità di 2229,85 ab./km².
Dal 2005 ospita il festival di musica dance Tomorrowland, che attira ogni anno centinaia di migliaia di persone provenienti da tutto il mondo.

## Geografia fisica
Boom si trova fra tre grandi città (Bruxelles, Anversa e Mechelen) e vicino al fiume Rupel.

## Curiosità
A Boom si svolge il film La kermesse eroica (La Kermesse héroïque), film di ambientazione seicentesca diretto da Jacques Feyder nel 1935.